# Hadronyche
Hadronyche L. Koch, 1873 è un genere di ragni appartenente alla famiglia Atracidae.

## Distribuzione
Le 31 specie note di questo genere sono diffuse in Australia occidentale e meridionale: dodici sono endemiche del Nuovo Galles del Sud.

## Tassonomia

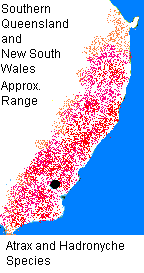
Schema approssimativo della distribuzione dei generi Atrax e Hadronyche nell'Australia occidentale e meridionale

Questo genere è stato trasferito negli Hexathelidae dalla famiglia Dipluridae a seguito di un lavoro di Raven del 1980.
Di recente, a seguito del lavoro dell'aracnologo Hedin et al., del 2018, è stato trasferito dalla famiglia Hexathelidae alla famiglia Atracidae
Non è considerato sinonimo anteriore di Atrax O. P.-Cambridge, 1877 a seguito di uno studio di Gray del 1988, contra uno studio di Raven del 1980 e alcune considerazioni di Main del 1985.
È invece sinonimo anteriore di Styphlopis Rainbow, 1913, Pseudatrax Rainbow, 1914, né di Anepsiada Rainbow & Pulleine, 1918 a seguito di un lavoro di Gray del 1988.
Attualmente, a dicembre 2020, si compone di 31 specie:
1. Hadronyche adelaidensis (Gray, 1984) — Australia meridionale
2. Hadronyche alpina Gray, 2010 — Nuovo Galles del Sud, Territorio della Capitale Australiana
3. Hadronyche annachristiae Gray, 2010 — Nuovo Galles del Sud
4. Hadronyche anzses Raven, 2000 — Queensland
5. Hadronyche cerberea L. Koch, 1873[2] — Nuovo Galles del Sud
6. Hadronyche emmalizae Gray, 2010 — Nuovo Galles del Sud
7. Hadronyche eyrei (Gray, 1984) — Australia meridionale
8. Hadronyche flindersi (Gray, 1984) — Australia meridionale
9. Hadronyche formidabilis (Rainbow, 1914) — Queensland, Nuovo Galles del Sud
10. Hadronyche infensa (Hickman, 1964) — Queensland, Nuovo Galles del Sud
11. Hadronyche jensenae Gray, 2010 — Victoria
12. Hadronyche kaputarensis Gray, 2010 — Nuovo Galles del Sud
13. Hadronyche lamingtonensis Gray, 2010 — Queensland
14. Hadronyche levittgreggae Gray, 2010 — Nuovo Galles del Sud
15. Hadronyche lynabrae Gray, 2010 — Nuovo Galles del Sud
16. Hadronyche macquariensis Gray, 2010 — Nuovo Galles del Sud
17. Hadronyche marracoonda Gray, 2010 — Nuovo Galles del Sud, Territorio della Capitale Australiana
18. Hadronyche mascordi Gray, 2010 — Nuovo Galles del Sud
19. Hadronyche meridiana Hogg, 1902 — Victoria, Nuovo Galles del Sud
20. Hadronyche modesta (Simon, 1891) — Victoria
21. Hadronyche monaro Gray, 2010 — Nuovo Galles del Sud
22. Hadronyche monteithae Gray, 2010 — Queensland
23. Hadronyche nimoola Gray, 2010 — Nuovo Galles del Sud, Territorio della Capitale Australiana
24. Hadronyche orana Gray, 2010 — Nuovo Galles del Sud
25. Hadronyche pulvinator (Hickman, 1927) — Tasmania
26. Hadronyche raveni Gray, 2010 — Queensland
27. Hadronyche tambo Gray, 2010 — Victoria
28. Hadronyche valida (Rainbow & Pulleine, 1918) — Queensland, Nuovo Galles del Sud
29. Hadronyche venenata (Hickman, 1927) — Tasmania
30. Hadronyche versuta (Rainbow, 1914) — Nuovo Galles del Sud
31. Hadronyche walkeri Gray, 2010 — Nuovo Galles del Sud

### Sinonimi
- Hadronyche bicolor (Rainbow, 1914); esemplari, trasferiti dal genere Atrax O. P.-Cambridge, 1877 e posti in sinonimia con H. versuta (Rainbow, 1914) a seguito di uno studio di Gray del 1988[1].
- Hadronyche moreaui (Rainbow, 1914);esemplari posti in sinonimia con H. versuta (Rainbow, 1914) a seguito di uno studio di Gray del 1988[1].
- Hadronyche ventricosa (Rainbow & Pulleine, 1918); esemplari, trasferiti dal genere Atrax e posti in sinonimia con H. valida (Rainbow & Pulleine, 1918) a seguito di considerazioni di Gray in un lavoro di Main del 1985 su esemplari del genere Atrax[1].

### Nomina dubia
- Hadronyche hirsuta Rainbow, 1920; esemplare femminile, rinvenuto in Nuova Guinea, a seguito di un lavoro di Gray del 2010, è da ritenersi nomen dubium[1].
- Hadronyche insularis Rainbow, 1913; esemplari femminili, rinvenuti nelle Isole Salomone, a seguito di un lavoro di Gray del 2010, sono da ritenersi nomina dubia[1].